# Emotiv
Emotiv er betegnelsen for et værdiladet ord eller udtryk, det som kaldes for et "plus- og minusord". 
Eksempler på rubrikker fra magasinet Fokus 24.8.2006: "Det er perkerne mod nazier siger de unge: Racestrid bag knivstikkeri".
| Sprog | Spire Denne artikel om sprog er en spire som bør udbygges. Du er velkommen til at hjælpe Wikipedia ved at udvide den. |